# José Antonio Redondo
Pour les articles homonymes, voir Redondo (homonymie).
Redondo  Ramos est un nom espagnol. Le premier nom de famille, en général paternel, est Redondo ; le second, en général maternel, souvent omis, est Ramos.
José Antonio Redondo Ramos, né le 5 mars 1985 à Alcázar de San Juan, est un coureur cycliste espagnol. Il est suspendu pour dopage jusqu'au 27 avril 2010.

## Biographie
José Antonio Redondo commence sa carrière professionnelle en juillet 2005 dans l'équipe Liberty Seguros, après avoir fini troisième du championnat d'Espagne contre-la-montre dans la catégorie espoirs (moins de 23 ans) en juin. Il demeure en 2006 dans la même équipe qui, touchée par l'affaire Puerto, devient Astana-Würth. Il participe au Tour d'Espagne. Échappé dans un groupe de 14 coureurs lors de la seizième étape, il se classe neuvième à l'arrivée à l'Observatoire de Calar Alto.
En 2007, José Antonio Redondo court pour la nouvelle équipe Astana qui intègre plusieurs coureurs de l'ancienne équipe Liberty Seguros. Il y est auteur notamment d'une deuxième place lors de la deuxième étape du Critérium du Dauphiné libéré. En septembre, il est licencié pour avoir « violé les règles » de l'équipe. En octobre, il s'engage pour deux saisons avec Andalucia-Cajasur.
En mars 2009, José Antonio Redondo fait l'objet d'un contrôle antidopage positif au méthyltestostérone, un stéroïde anabolisant.

## Palmarès
- 2004
  - Antzuola Saria
- 2005
  - Circuito de Pascuas
  - 3e du championnat d'Espagne du contre-la-montre espoirs
- 2024
  - Vuelta a los Pinares[6]

## Résultats sur les grands tours

### Tour d'Espagne
1 participation
- 2006 : 47e

## Classements mondiaux
| Année           | 2008   |
| --------------- | ------ |
| UCI Europe Tour | 1 139e |